# Marina Żyrowa
Marina Serafimowna Żyrowa, z domu Titowa ros. Марина Серафимовна Жирова, z domu (Титова (ur. 6 czerwca 1963 w Jegorjewsku) – rosyjska lekkoatletka specjalizująca się w biegach sprinterskich, brązowa medalistka olimpijska z Seulu (1988) w biegu sztafetowym 4 × 100 metrów. W czasie swojej kariery reprezentowała również Związek Socjalistycznych Republik Radzieckich.

## Sukcesy sportowe
- dwukrotna mistrzyni ZSRR w biegu na 100 metrów – 1985, 1988[1]
- dwukrotna halowa mistrzyni ZSRR w biegu na 60 metrów – 1985, 1987[2]
- halowa mistrzyni Rosji w biegu na 200 metrów – 1996[3]

| Rok  | Miasto    | Zawody               | Konkurencja                                    | Wynik                            |
| ---- | --------- | -------------------- | ---------------------------------------------- | -------------------------------- |
| 1985 | Canberra  | puchar świata        | bieg na 100 m bieg na 200 m sztafeta 4 × 100 m | 2. miejsce 3. miejsce 2. miejsce |
| 1985 | Moskwa    | puchar Europy        | bieg na 100 m sztafeta 4 × 100 m               | 2. miejsce                       |
| 1986 | Stuttgart | mistrzostwa Europy   | sztafeta 4 × 100 m bieg na 200 m               | brązowy medal 8. miejsce         |
| 1988 | Seul      | igrzyska olimpijskie | sztafeta 4 × 100 m                             | brązowy medal                    |

## Rekordy życiowe
- bieg na 60 metrów (hala) – 7,14 – Moskwa 06/01/1998
- bieg na 100 metrów – 10,98 – Moskwa 17/08/1985
- bieg na 200 metrów – 22,46 – Tokio 22/09/1985
- bieg na 200 metrów (hala) – 23,23 – Moskwa 25/01/1995
- bieg na 300 metrów (hala) – 37,96 – Moskwa 06/01/1998